# Maurice Deprez (Eishockeyspieler)
Maurice Jean François Deprez (* 12. November 1888 in Brüssel; † 30. August 1953 in Etterbeek) war ein belgischer Eishockeyspieler. 

## Karriere
Maurice Deprez gehörte zum Kader der belgischen Eishockeynationalmannschaft, die 1913 bei der Europameisterschaft vor der böhmischen Eishockeynationalmannschaft die Goldmedaille gewann. Im Turnierverlauf war Deprez Topscorer seiner Mannschaft. Später stand er im Aufgebot seines Landes bei den Olympischen Spielen 1920 in Antwerpen. Das einzige Spiel bei diesem Turnier wurde dabei mit 0:8 gegen Schweden verloren.   

## Erfolge und Auszeichnungen
- 1913 Goldmedaille bei der Europameisterschaft